# Station Budzyń
Station Budzyń is een spoorwegstation in de Poolse plaats Budzyń.